# Государственная дума Российской Федерации IV созыва
Государственная дума Российской Федерации 4-го созыва — российский высший законодательный и представительный орган, палата Федерального собрания Российской Федерации, избранная 7 декабря 2003 года.
Полное официальное название: Государственная Дума Федерального Собрания Российской Федерации четвёртого созыва.
Срок полномочий:
- Дата начала: 29 декабря 2003 года. Избрана сроком на четыре года.
- Дата окончания: 24 декабря 2007 года.

Заседания проводились: с 29 декабря 2003 года по 16 ноября 2007 года. Первое заседание по традиции открыл старейший депутат созыва — представитель КПРФ, 80-летний генерал Валентин Варенников.
Председатель: Грызлов, Борис Вячеславович, фракция «Единая Россия». Избран 29 декабря 2003 года Постановлением Государственной Думы № 5-IV ГД.

## Состав

### Фракционный состав

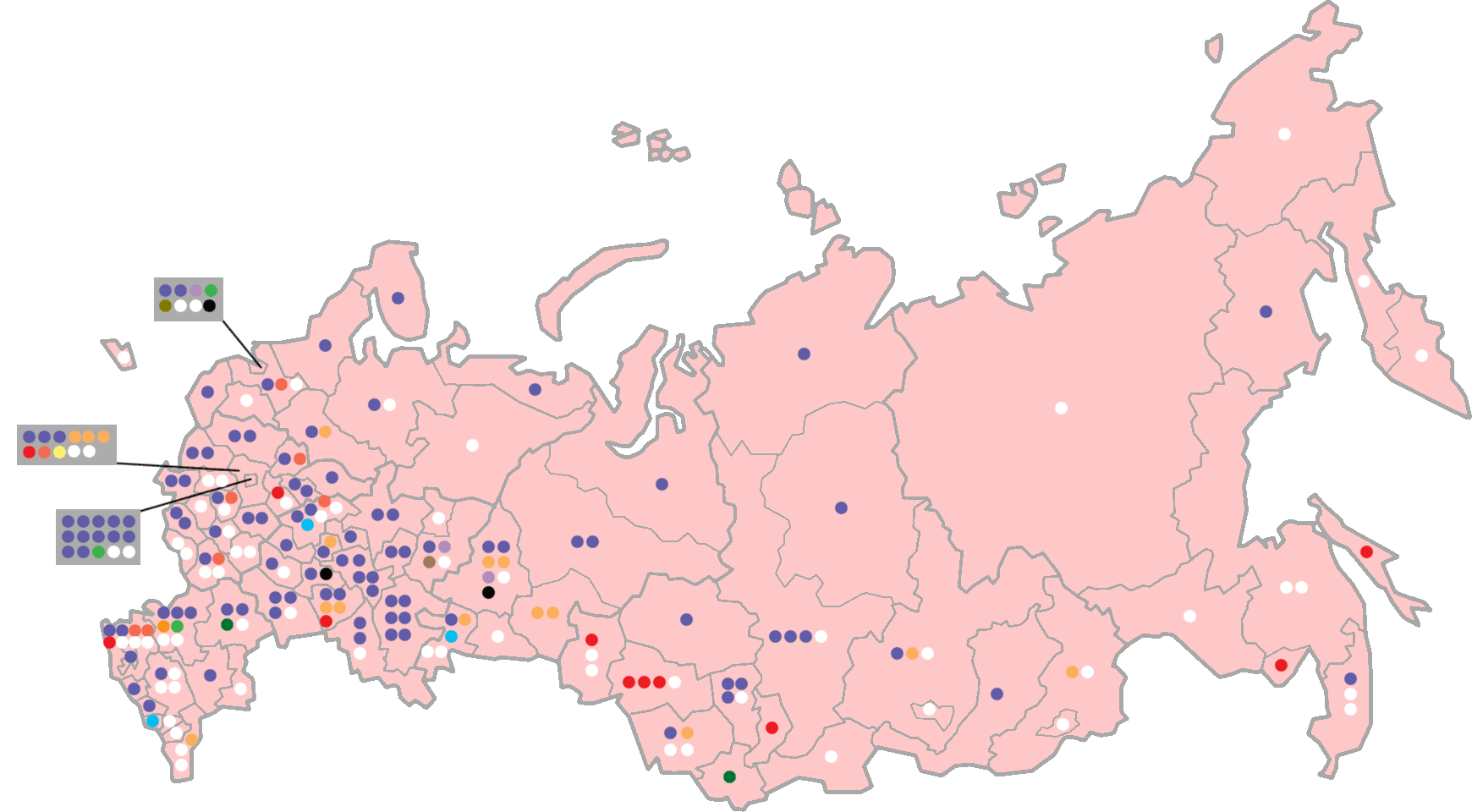
Распределение депутатов, избранных в одномандатных округах, по субъектам федерации.
Единая Россия
Народная партия
Коммунистическая партия
Родина
Яблоко
Партия Возрождения/Партия Жизни
Союз Правых Сил
Аграрная Партия
Великая Россия
Новый Курс
Развитие предпринимательства
Самовыдвижение
Выборы не состоялись

| Фракция                                                                | Число депутатов | Доля голосов |
| Фракция «Единая Россия»                                                | 304             | 67.56%       |
| Фракция Коммунистической партии Российской Федерации                   | 47              | 10.44%       |
| Фракция «Справедливая Россия — „Родина“ (народно-патриотический союз)» | 33              | 7.33%        |
| Фракция ЛДПР                                                           | 30              | 6.67%        |
| Социалистическая единая партия России — «Патриоты России»              | 8               | 1.78%        |
| Депутаты, не входящие в зарегистрированные депутатские объединения     | 23              | 5.11%        |

### Руководство
- Председатель Государственной думы — Борис Грызлов (Единая Россия)[2]
- Первые заместители председателя Государственной думы — Любовь Слиска (Единая Россия), Александр Жуков (Единая Россия)
- Заместители председателя Государственной думы — Георгий Боос (с 21 сентября 2005 года — Юрий Волков, Единая Россия), Артур Чилингаров (Единая Россия), Вячеслав Володин (Единая Россия), Владимир Пехтин (Единая Россия), Олег Морозов (Единая Россия), Валентин Купцов (КПРФ), Дмитрий Рогозин (Родина), Владимир Жириновский (ЛДПР).

### Список депутатов
Справедливая Россия — За правду
- Аксаков, Анатолий Геннадьевич
- Бабаков, Александр Михайлович
- Бадалов, Рубен Михайлович
- Варенников, Валентин Иванович
- Виноградов, Борис Алексеевич
- Геращенко, Виктор Владимирович
- Глазьев, Сергей Юрьевич
- Грешневиков, Анатолий Николаевич
- Григорьев, Сергей Михайлович
- Гудков, Геннадий Владимирович
- Денисов, Олег Иванович
- Драпеко, Елена Григорьевна
- Елизаров, Илья Елизарович
- Зубов, Валерий Михайлович
- Куваев, Александр Александрович
- Маркелов, Михаил Юрьевич
- Мащенко, Олег Иванович
- Морозов, Игорь Николаевич
- Нарочницкая, Наталия Алексеевна
- Насташевский, Святослав Анатольевич
- Никитин, Владимир Петрович
- Павлов, Николай Александрович
- Рогозин, Дмитрий Олегович
- Родионов, Игорь Николаевич
- Ройзман, Евгений Вадимович
- Савостьянова, Валентина Борисовна
- Самошин, Андрей Анатольевич
- Соломатин, Егор Юрьевич
- Спиридонов, Юрий Алексеевич
- Суровов, Сергей Борисович
- Харченко, Иван Николаевич
- Чуев, Александр Викторович
- Шеин, Олег Васильевич
- Шестаков, Василий Борисович
- Шпак, Георгий Иванович

Родина (партия, Россия)
- Безбородов, Николай Максимович
- Глотов, Сергей Александрович
- Крутов, Александр Николаевич
- Леонов, Николай Сергеевич
- Мухина, Елена Юрьевна
- Савельев, Андрей Николаевич
- Савельев, Юрий Петрович
- Селезнёв, Геннадий Николаевич
- Семигин, Геннадий Юрьевич
- Чаплинский, Сергей Игоревич
- Черепков, Виктор Иванович

Либерально -демократическая партия
- Абельцев, Сергей Николаевич
- Афанасьева, Елена Владимировна
- Ближина, Любовь Фёдоровна
- Броницын, Андрей Юрьевич
- Ветров, Константин Владимирович
- Головатюк, Андрей Михайлович
- Гусаков, Дмитрий Вячеславович
- Егиазарян, Ашот Геворкович
- Жириновский, Владимир Вольфович
- Иванов, Евгений Викторович
- Иванов, Сергей Владимирович
- Каноков, Арсен Баширович
- Коган, Юрий Владимирович
- Курдюмов, Александр Борисович
- Лебедев, Игорь Владимирович
- Мусатов, Иван Михайлович
- Мусатов, Михаил Иванович
- Овсянников, Владимир Анатольевич
- Островский, Алексей Владимирович
- Полуханов, Андрей Анатольевич
- Рохмистров, Максим Станиславович
- Свиридов, Валентин Валентинович
- Сироткин, Сергей Никанорович
- Скорлуков, Олег Альбертович
- Слуцкий, Леонид Эдуардович
- Тарасюк, Василий Михайлович
- Тепляков, Евгений Нодариевич
- Чернышов, Алексей Геннадиевич
- Чуров, Владимир Евгеньевич
- Шадаев, Дамир Равильевич
- Шайхутдинов, Рифат Габдулхакович

Коммунистическая партия
- Алфёров, Жорес Иванович
- Апарина, Алевтина Викторовна
- Бенедиктов, Николай Анатольевич
- Видьманов, Виктор Михайлович
- Гостев, Руслан Георгиевич
- Гришуков, Владимир Витальевич
- Давыдов, Александр Семёнович
- Езерский, Николай Николаевич
- Ждакаев, Иван Андреевич
- Заполев, Михаил Михайлович
- Зюганов, Геннадий Андреевич
- Иванов, Юрий Павлович
- Иванова, Светлана Васильевна
- Илюхин, Виктор Иванович
- Казаковцев, Владимир Александрович
- Кашин, Владимир Иванович
- Квицинский, Юлий Александрович
- Кибирев, Борис Григорьевич
- Кондауров, Алексей Петрович
- Кондратенко, Николай Игнатович
- Кравец, Александр Алексеевич
- Кузнецов, Виктор Егорович
- Куликов, Олег Анатольевич
- Купцов, Валентин Александрович
- Локоть, Анатолий Евгеньевич
- Макашов, Альберт Михайлович
- Маслюков, Юрий Дмитриевич
- Махмудов, Махмуд Гаджулаевич
- Мельников, Иван Иванович
- Муравленко, Сергей Викторович
- Никитин, Владимир Степанович
- Останина, Нина Александровна
- Паутов, Виктор Николаевич
- Плетнева, Тамара Васильевна
- Рашкин, Валерий Фёдорович
- Решульский, Сергей Николаевич
- Романов, Валентин Степанович
- Романов, Пётр Васильевич
- Савицкая, Светлана Евгеньевна
- Сапожников, Николай Иванович
- Свечников, Пётр Григорьевич
- Севастьянов, Виталий Иванович
- Сергиенко, Валерий Иванович
- Смолин, Олег Николаевич
- Собко, Сергей Васильевич
- Тюлькин, Виктор Аркадьевич
- Харитонов, Николай Михайлович
- Чикин, Валентин Васильевич
- Швец, Любовь Никитична
- Штогрин, Сергей Иванович

Единая Россия
- Аверченко, Владимир Александрович
- Агеев, Александр Александрович
- Азарова, Надежда Борисовна
- Амиров, Курбан-Али Амирович
- Анохин, Павел Викторович
- Антуфьев, Сергей Владимирович
- Аристов, Александр Михайлович
- Аршба, Отари Ионович
- Асеев, Владимир Михайлович
- Аушев, Мухарбек Измаилович
- Афанасьев,  Александр Михайлович
- Афендулов, Сергей Алексеевич
- Ашлапов, Николай Иванович
- Аюпов, Мансур Анварович
- Бабич, Михаил Викторович
- Бабошкин, Анатолий Васильевич
- Багишаев, Зайнулла Абдулгалимович
- Баков, Антон Алексеевич
- Баржанова, Маргарита Валерьевна
- Барзыкин, Юрий Александрович
- Баринов, Игорь Вячеславович
- Баскаев, Аркадий Георгиевич
- Басыгысов, Виталий Николаевич
- Бездольный, Александр Васильевич
- Белоусов, Александр Николаевич
- Беляков, Александр Семёнович
- Бенин, Андрей Александрович
- Билалов, Ахмед Гаджиевич
- Блохин, Евгений Евгеньевич
- Бобырев, Валентин Васильевич
- Богомолов, Валерий Николаевич
- Богомольный, Евгений Исаакович
- Боос, Георгий Валентинович
- Борзова, Ольга Георгиевна
- Борцов, Николай Иванович
- Бугера, Михаил Евгеньевич
- Булаев, Николай Иванович
- Буратаева, Александра Манджиевна
- Буренин, Андрей Викторович
- Бурыкина, Наталья Викторовна
- Быков, Владимир Иванович
- Варшавский, Вадим Евгеньевич
- Васильев, Владимир Абдуалиевич
- Васильев, Владимир Алексеевич
- Васильев, Иван Афанасьевич
- Васильев, Юрий Викторович
- Войтенко, Виктор Петрович
- Волков, Алексей Николаевич
- Волков, Юрий Николаевич
- Волковский, Василий Иванович
- Володин, Вячеслав Викторович
- Воробчуков, Сергей Анатольевич
- Воробьёв, Андрей Юрьевич
- Воронин, Павел Юрьевич
- Востротин, Валерий Александрович
- Габдрахманов, Ильдар Нуруллович
- Гаджиев, Магомед Тажудинович
- Гайнуллина, Фарида Исмагиловна
- Галичанин, Евгений Николаевич
- Галушкин, Василий Иванович
- Гальченко, Валерий Владимирович
- Гасанов, Магомедкади Набиевич
- Герасименко,  Николай Фёдорович
- Гильмутдинов, Ильдар Ирекович
- Гималов, Рафаэль Имамович
- Говоров, Леонид Владимирович
- Говорухин, Станислав Сергеевич
- Голиков, Георгий Георгиевич
- Гончар, Николай Николаевич
- Горбачёв, Владимир Лукич
- Горюнов, Владимир Дмитриевич
- Грачев, Владимир Александрович
- Гребенников, Валерий Васильевич
- Гребенюк, Владимир Дмитриевич
- Гришанков, Михаил Игнатьевич
- Гришин, Виктор Иванович
- Груздев, Владимир Сергеевич
- Грызлов, Борис Вячеславович
- Губайдуллин, Ринат Шайхуллович
- Губкин, Анатолий Алексеевич
- Гузанов, Алексей Анатольевич
- Гуров, Александр Иванович
- Гуцериев, Саит-Салам Сафарбекович
- Давлетова, Камиля Жаудатовна
- Демчук, Николай Васильевич
- Денин, Николай Васильевич
- Денисов, Валентин Петрович
- Деренковский, Виктор Яковлевич
- Динес, Игорь Юрьевич
- Дорошенко, Галина Степановна
- Драганов, Валерий Гаврилович
- Друсинов, Валентин Дмитриевич
- Дубовик, Владимир Анатольевич
- Дубровин, Сергей Иннокентьевич
- Дубровский,  Виктор Николаевич
- Дятленко, Валерий Владимирович
- Елисейкин, Станислав Агафонович
- Ельцов, Виктор Николаевич
- Емельянов, Михаил Васильевич
- Еремеев, Олег Витальевич
- Ерёмин, Дмитрий Владимирович
- Жидких, Владимир Александрович
- Житинкин, Сергей Владимирович
- Жуков, Александр Дмитриевич
- Жуков, Андрей Дмитриевич
- Заварзин, Виктор Михайлович
- Завгаев, Ахмар Гапурович
- Залепухин, Николай Петрович
- Залиханов, Михаил Чоккаевич
- Затулин, Константин Фёдорович
- Заяшников, Евгений Николаевич
- Зубицкий, Борис Давыдович
- Иванов, Анатолий Семёнович
- Иванов, Валентин Борисович
- Иванова, Валентина Николаевна
- Игошин, Игорь Николаевич
- Исаев, Андрей Константинович
- Исаков, Игорь Анатольевич
- Ищенко, Александр Николаевич
- Казаков, Борис Анушеванович
- Казаков, Виктор Алексеевич
- Кальметьев, Марс Рахматуллович
- Камалетдинов, Венер Хаернасович
- Камшилов, Пётр Петрович
- Капков, Сергей Александрович
- Карелин, Александр Александрович
- Каретников, Владимир Владимирович
- Кармазина, Раиса Васильевна
- Кармеев, Анбяр Арифуллович
- Катальников, Владимир Дмитриевич
- Катренко, Владимир Семёнович
- Керимов, Сулейман Абусаидович
- Климов, Андрей Аркадьевич
- Климов, Владимир Владимирович
- Клинцевич, Франц Адамович
- Клюкин, Александр Николаевич
- Клюс, Виктор Александрович
- Кнорр, Андрей Филиппович
- Кобзон, Иосиф Давыдович
- Ковалев, Николай Дмитриевич
- Ковалев, Олег Иванович
- Коваль, Александр Павлович
- Коган, Александр Борисович
- Кодзоев, Башир Ильясович
- Козерадский, Анатолий Александрович
- Козловский, Александр Александрович
- Кокошин, Андрей Афанасьевич
- Колесников, Виктор Михайлович
- Колесников, Сергей Иванович
- Комарова, Наталья Владимировна
- Комиссаров, Валерий Яковлевич
- Кондакова, Елена Владимировна
- Конев, Юрий Михайлович
- Коржаков, Александр Васильевич
- Коробов, Максим Леонидович
- Коршунов, Лев Александрович
- Косариков, Александр Николаевич
- Косачев, Константин Иосифович
- Косоуров, Виктор Семёнович
- Кравченко, Валерий Николаевич
- Крашенинников, Павел Владимирович
- Крупчак, Владимир Ярославович
- Кузин, Валерий Владимирович
- Кузнецов, Василий Федотович
- Кулик, Геннадий Васильевич
- Куликов, Анатолий Сергеевич
- Лазарев, Георгий Геннадьевич
- Лазуткин, Виктор Александрович
- Лахова, Екатерина Филипповна
- Лебедев, Александр Евгеньевич
- Лебедева, Марина Яковлевна
- Леонтьев, Георгий Карпеевич
- Липатов, Юрий Александрович
- Литвинов, Владимир Александрович
- Литвинов, Николай Петрович
- Лихачев, Алексей Евгеньевич
- Лосский, Юрий Васильевич
- Лунцевич, Валентин Васильевич
- Магдеев, Марат Фаикович
- Макаров, Андрей Михайлович
- Максимова, Надежда Сергеевна
- Малашенко, Виктор Александрович
- Малеев, Валерий Геннадьевич
- Мальцева, Людмила Давыдовна
- Мальчихин, Валерий Андреевич
- Маммаев, Мамма Нурмагомедович
- Маргелов, Виталий Васильевич
- Мартынов, Борис Алексеевич
- Махачев, Гаджи Нухиевич
- Медведев, Евгений Николаевич
- Медведев, Павел Алексеевич
- Медведев, Юрий Германович
- Мединский, Владимир Ростиславович
- Мокрый, Владимир Семёнович
- Морозов, Александр Владимирович
- Морозов, Олег Викторович
- Москалец, Александр Петрович
- Мосякин, Иван Яковлевич
- Мухаметзакиров, Анвар Мухаметкадырович
- Муцоев, Зелимхан Аликоевич
- Назмеев, Юрий Гаязович
- Нахушев, Заурби Ахмедович
- Неверов, Сергей Иванович
- Нефёдов, Виктор Леонидович
- Нюдюрбегов, Асанбуба Нюдюрбегович
- Огоньков, Алексей Валентинович
- Ольшанский, Николай Михайлович
- Ондар, Чылгычы Чимит-Доржуевич
- Опекунов, Виктор Семёнович
- Орголайнен, Александр Арович
- Осадчий, Сергей Юрьевич
- Оськина, Вера Егоровна
- Панина, Бэлла Леонидовна
- Панина, Елена Владимировна
- Панов, Валерий Викторович
- Панченко, Ирина Александровна
- Пастухов, Борис Николаевич
- Пекарев, Владимир Янович
- Пекпеев, Сергей Тимурович
- Пепеляева, Лиана Витальевна
- Пехтин, Владимир Алексеевич
- Пивненко, Валентина Николаевна
- Пирожникова, Людмила Владимировна
- Плескачевский, Виктор Семёнович
- Плигин, Владимир Николаевич
- Плохотнюк, Борис Владимирович
- Пожигайло, Павел Анатольевич
- Попов, Сергей Александрович
- Прозоровский, Валерий Владимирович
- Прощин, Сергей Александрович
- Рагозин, Кирилл Иосифович
- Райков, Геннадий Иванович
- Резник, Борис Львович
- Резник, Владислав Матусович
- Родионов, Юрий Николаевич
- Розенбаум, Александр Яковлевич
- Розуван, Алексей Михайлович
- Рокицкий, Михаил Рафаилович
- Рубежанский, Петр Николаевич
- Руденский, Игорь Николаевич
- Рудикова, Любовь Михайловна
- Рязанский, Валерий Владимирович
- Саблин, Дмитрий Вадимович
- Саввиди, Иван Игнатьевич
- Савельев, Дмитрий Владимирович
- Савченко, Олег Владимирович
- Сайфуллин, Франис Аскарьянович
- Салихов, Альберт Ильдусович
- Сарычев, Александр Викторович
- Сафаралиев, Гаджимет Керимович
- Селиверстова, Ольга Юрьевна
- Семаго, Владимир Владимирович
- Семёнов, Виктор Александрович
- Семёнов, Павел Владимирович
- Семенченко, Анатолий Фёдорович
- Семеньков, Василий Иванович
- Сентюрин, Юрий Петрович
- Сивиркин, Дмитрий Вадимович
- Сигуткин, Алексей Алексеевич
- Сизов, Александр Александрович
- Симановский, Леонид Яковлевич
- Ситнов, Виктор Владимирович
- Скоробогатько, Александр Иванович
- Скоч, Андрей Владимирович
- Слиска, Любовь Константиновна
- Смирнова, Светлана Константиновна
- Смоленский, Владимир Иванович
- Стальмахов, Владимир Александрович
- Старков, Анатолий Михайлович
- Степанова, Зоя Михайловна
- Столяров, Олег Анатольевич
- Стрельников, Александр Николаевич
- Стрельченко, Сергей Георгиевич
- Султанов, Шамиль Загитович
- Сухой, Николай Авксентьевич
- Сысоев, Александр Митрофанович
- Табачков, Николай Ильич
- Тарачев, Владимир Александрович
- Тетерин, Василий Николаевич
- Тимченко, Вячеслав Степанович
- Ткачев, Алексей Николаевич

Вне фракций
- Алкснис, Виктор Имантович
- Бабурин, Сергей Николаевич
- Викторов, Иван Кириллович
- Гартунг, Валерий Карлович
- Горячева, Светлана Петровна
- Дмитриева, Оксана Генриховна
- Ермолин, Анатолий Александрович
- Задорнов, Михаил Михайлович
- Зубалев, Владимир Степанович
- Зяблицев, Евгений Геннадьевич
- Иванченко, Леонид Андреевич
- Курьянович, Николай Владимирович
- Малышкин, Олег Александрович
- Митрофанов, Алексей Валентинович
- Невзоров, Александр Глебович
- Плотников, Владимир Николаевич
- Попов, Сергей Алексеевич
- Похмелкин, Виктор Валерьевич
- Рыжков, Владимир Александрович
- Савельева, Ирина Валентиновна
- Фоменко, Александр Владимирович
- Хованская, Галина Петровна[3]

## Деятельность

Фракции, зарегистрированные в начале работы созыва.
КПРФ (52)
Единая Россия (300)
ЛДПР (36)
Родина (36)
Независимые (23)
Вакантные места (3)

Подавляющее большинство (более ⅔) депутатов входили в состав фракции Единая Россия.
Победив на выборах 2003 года и приняв в свой состав большинство независимых депутатов, прошедших по одномандатным округам, всех депутатов от Народной партии и «перебежчиков» из других партий, «Единая Россия» получила конституционное большинство, что позволило ей проводить в Думе свою собственную линию, не принимая во внимание никакие возражения оппозиции (КПРФ, «Родина», ЛДПР).
Представители фракции «Единой России» занимают все руководящие посты в Государственной думе. В связи с многочисленностью фракции и для повышения эффективности управления ею, в составе фракции созданы четыре группы, руководителями которых были Олег Морозов, Валерий Рязанский, Владимир Пехтин, Владимир Катренко.
В начале лета 2005 года раскол внутри партии «Родина» дошёл до логического завершения — оформления двух одноимённых фракций под руководством Дмитрия Рогозина и Сергея Бабурина. При этом Совет Государственной думы отказал «Родине» Рогозина в праве иметь своего заместителя председателя Думы, то есть фактически лишил его решающего голоса в Совете палаты. Этот пост остался за Сергеем Бабуриным, хотя его фракция состоит из 11 человек, а фракция Рогозина — из 30.
Совет Государственной думы (не предусмотренный Конституцией орган) возник в 1993 году по инициативе самих депутатов только для того, чтобы облегчить подготовку повестки дня пленарных заседаний. Поэтому в совет с правом решающего голоса вошли председатель Государственной думы, заместители председателя Государственной думы и лидеры всех фракций. Каждая фракция имела право на одного заместителя председателя Государственной думы. Таким образом, каждое депутатское объединение независимо от численности было представлено в Совете Думы двумя решающими голосами, что позволяло им всем на равных формировать повестку дня пленарных заседаний.
В марте 2004 года Государственной думой был утверждён председателем Правительства России Михаил Фрадков, а в сентябре 2007 года — Виктор Зубков.
Приняты законы о переходе на полностью пропорциональную систему выборов в Госдуму, о монетизации льгот, об отмене выборов глав регионов, утверждении символа «Знамени Победы»